# Kardfogú macskaformák
A kardfogú macskaformák (Machairodontinae) (köznapi nevükön:  kardfogú tigrisek, azonban a tigrisek nem leszármazottai ezeknek, ezért az elnevezés félrevezető) a macskafélék egyik kihalt alcsaládját alkotják. A kora miocéntől a pleisztocén kor végéig éltek.
Nevüket hatalmas, kardszerű felső szemfogaikról kapták, amelyek hossza 10–28 cm között változott. Jellegzetes szemfogaik pontos szerepéről sokat vitatkoznak. Csontok összetöréséhez túlságosan törékenyek lehettek. Valószínűbb, hogy az áldozat nyakának átharapásakor a légcsövet és a verőereket roncsolhatták szét, ezáltal gyorsítva az áldozat haláltusáját (ami a nagy testű növényevők esetén fontos szempont lehetett).

## Rendszerezés

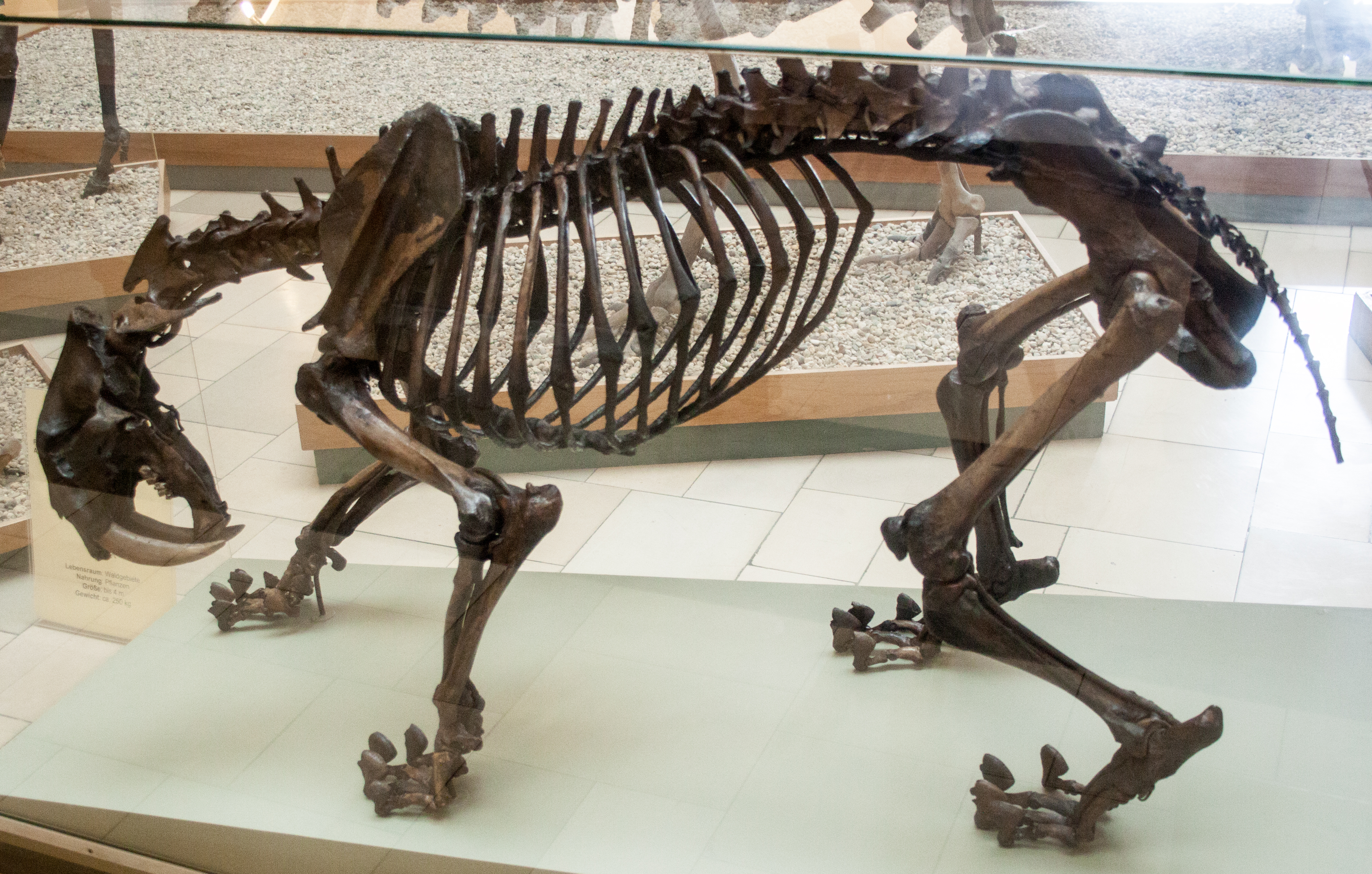
Smilodon californicus a Müncheni Palaeontológiai Múzeumban

### Rokonságuk
A kardfogú macskák közvetlen leszármazottak nélkül haltak ki. A mai macskafélék más alcsaládokba tartoznak, vagyis a kardfogú macskákkal egymás „unokatestvérei”. Így a mai tigrisek is csak egy közös ősön keresztül kapcsolódnak hozzájuk. A mai macskafélék és a kardfogú macskák abban is különböznek, hogy a törzsfejlődés során az előbbiek szemfogai egyre kisebbek lettek.
A kardfogú macskákhoz hasonló állatok a földtörténet korábbi időszakaiban is léteztek. Ezek azonban nem tartoztak a macskafélék családjához, tehát csupán a konvergens evolúció (összetartó fejlődés) érdekes eseteiről van szó. Ilyenek a ragadozók rendjén belül külön családot alkotó ál-kardfogú macskák (Nimravidae) az eocén korszaktól, valamint az emlősök családfáján még távolabb álló Thylacosmilus, amely az erszényesek közé tartozott és Dél-Amerikában a miocén és pliocén során élt.

### Nemzetségek és nemek
Az alcsaládba az alábbi nemzetségeket és nemeket sorolják:
- Homotherini
  - Homotherium
  - Lokotunjailurus
  - Xenosmilus

- Machairodontini
  - Machairodus
  - Miomachairodus

- Metailurini
  - Adelphailurus
  - Dinofelis
  - Metailurus
  - Pontosmilus
  - Stenailurus
  - Therailurus

- Smilodontini
  - Megantereon
  - Paramachairodus
  - Smilodon

## Magyarországi leletek
Az Epimachairodus latidens legteljesebb maradványa a Beremendi-kristálybarlangból került elő.